# Bingoboys
Bingoboys waren een Oostenrijkse dancegroep die in het hiphouse subgenre actief waren. Ze maakten in 1991 een wereldhit met How To Dance. Daarna hadden ze nog diverse hits in eigen land. 

## Biografie
De uit Wenen afkomstige dj's Klaus Biedermann, Paul Pfab en Helmut Wolfgruber vormen in 1990 de groep Bingoboys en debuteren met de single How To Dance, die in het voorjaar van 1991 wereldwijd de hitlijsten bereikt. Een plaat met vele samples, waarop gerapt wordt door rapster Princessa (Jennece Moore). OP de achtergrond werken ook Markus Moser en Eric Kupper mee aan de hit. Hierna verschijnen nog Borrowed Love en Bob Marley-cover No Woman, No Cry. Alle nummers staan op het album The Best Of Bingoboys (1991).
In 1994 brengen ze een nieuw album uit. Color of Music speelt in op de populariteit van Eurodance van die jaren. Hiervoor huren ze zangeres Vivian Sessoms in, die de songs van zang voorziet. Sugardaddy wordt een hit in eigen land. Daarna valt de groep geruisloos uiteen. Wel blijven de mannen in de luwte actief als producers van dancetracks.   

## Discografie

### Albums
- The Best Of Bingoboys (1991)
- Color Of Music (1994)

## Hitnoteringen
| Single met eventuele hitnotering(en) in de Nederlandse Top 40 | Datum van verschijnen | Datum van binnenkomst | Hoogste positie | Aantal weken | Opmerkingen   |
| ------------------------------------------------------------- | --------------------- | --------------------- | --------------- | ------------ | ------------- |
| How to Dance                                                  |                       | 27-04-1991            | 9               | 8            | met Princessa |
| No Woman No Cry                                               |                       | 17-08-1991            | tip13           | -            |               |